# Боргес
Борге́с (від італ. borghese — міський) — друкарський шрифт, кегель якого рівний 9 пунктам (приблизно 3,38 мм). 
Застосовується головним чином для набору газетного тексту. З 1970-х років застосовується також і для книжкового набору. Рекомендується для застосування у виданнях, де довжина рядка (колонки) не перевищує 5 квадратів (1 квадрат = 4 цицеро = 48 пунктів = 18,048 мм. 5 квадратів = 90,24 мм).